# Agouraï
Agouraï är en stad i Marocko.   Den ligger i regionen Fès-Meknès, 120 km öster om huvudstaden Rabat. Antalet invånare var 16 651 vid folkräkningen 2014.